# Fenerium
Fenerium A.Ş. ist ein Exklusiv-Sportartikelhersteller und Teil-Ausrüster des türkischen Sportvereins Fenerbahçe Istanbul. Die gleichnamige Geschäftskette umfasst 65 Fachgeschäfte und zwei Onlineshops in der Türkei, in Zypern und in Deutschland.

## Geschichte
Das Unternehmen Fenerium wurde im Dezember 2000 gegründet. Ziel war es, über den Sportartikelmarkt zusätzliche finanzielle Ressourcen für den Verein zu schaffen. In den ersten Jahren stattete das Unternehmen die Fußballmannschaft von Fenerbahce mit kompletter Sportgarderobe aus. Mittlerweile konzentriert sich der Sportartikelhersteller Fenerium auf andere Abteilungen im Sportverein (Basketball, Volleyball, u. v. m.). Ausrüster der Fußballabteilung ist seit der Saison 2004/05 wieder adidas. Allerdings rüstet adidas Fenerbahce SK nicht wie in den Jahren zuvor komplett aus, sondern nur mit Trikotsätzen. Alle anderen Trainingsutensilien, z. B. Sportanzüge, (Regen-)Jacken sind nach wie vor von Fenerium. Diese Kooperation ist europaweit einzigartig.
Daneben bietet Fenerium auch mit diversen Submarken Freizeitbekleidung an. 2003 erregte vor allem die Kollektion mit dem Namen „alti“ (= sechs, 6) großes Aufsehen, die man nach dem 6:0-Sieg über Stadtrivalen Galatasaray auf den Markt brachte. Auch markeneigene Uhren, Tassen, Kosmetika, Bett- und Unterwäsche vertreibt Fenerium. Es erschien auch eine Modelinie, die die gehobene Kundschaft ansprach. Hier werden unter anderem Krawatten und Hemden angeboten. Zum 100-jährigen Jubiläum von Fenerbahçe Istanbul brachte Fenerium zwei Mobiltelefone auf den Markt, eines davon limitiert und vielfach teurer als das „Einsteigermodell“. Diese Markteinführung war weltweit neuartig.
In Deutschland ist Fenerium in Neuss vertreten. Das Unternehmen agiert auch als Franchisepartner. Hier schloss man die größte Kooperation mit „İnka Sportif Ürünler Teks. Paz. Ve Org. San. Tic. Ltd. Şti.“. Weiters fährt ein Promotion-Truck durch die Türkei, um auch Anhängern in Städten ohne Fenerium-Filiale die Möglichkeit zu geben, Fan-Artikel zu beziehen.
Die im Jahr 2005 fertiggestellte Sitztribüne, im Şükrü-Saracoğlu-Stadion bekam den Namen Fenerium. Insgesamt verfügt das Unternehmen über eine Verkaufsfläche von 6.306 m² (davon knapp 1.000 m² im Hauptgeschäft innerhalb des Stadions) und erzielte im Jahr 2007 einen Umsatz von 30 Millionen US-Dollar.